# Świergotka seledynowa
Świergotka seledynowa (Psephotus haematonotus) – gatunek średniej wielkości ptaka z rodziny papug wschodnich (Psittaculidae), zamieszkujący południowo-wschodnią część Australii. Nie jest zagrożony wyginięciem; często spotykany w hodowlach.

## Podgatunki i zasięg występowania
Wyróżnia się dwa podgatunki P. haematonotus:
- P. h. caeruleus Condon, 1941 – północno-wschodnia Australia Południowa i południowo-zachodni Queensland
- P. h. haematonotus (Gould, 1838) – południowo-wschodnia Australia

## Charakterystyka
Wygląd zewnętrznySamce tego gatunku są kolorowe z czerwonymi plecami, samice są bardziej szare, dlatego łatwo można odróżnić ich płeć. Już młode po opuszczeniu gniazda wyglądają jak dorosłe osobniki, tylko mają bardziej matowe upierzenie. Samica wydaje charakterystyczne dźwięki, choć nie tak hałaśliwe jak papużka falista czy nimfa.
Rozmiary25–28 cm
Masa ciała55–85 g g
ZachowanieŻyją w parach lub w małych grupach, rzadko w dużych stadach. Korzystają z drzew eukaliptusowych lub z krzaków akacjowych, gdzie szukają schronienia. Regularnie zlatują na ziemię w poszukiwaniu pożywienia. Z reguły pozostają wówczas w cieniu drzew, chociaż nierzadko przebywają na poboczach dróg. Podczas lotu wydają wysokie, kilkukrotnie powtarzane dźwięki, które brzmią jak suweet-weet.
Długość życia15–20 lat.

## Środowisko
Tereny trawiaste rzadko porośnięte drzewami, suche zarośla. Przebywają przy zbiornikach wodnych i w pobliżu osad ludzkich, ponieważ często biorą kąpiele.

## Pożywienie
Żywią się dojrzałymi i wpół dojrzałymi nasionami traw, także nasionami wielu gatunków roślin zielnych. Jedzą nasiona akacji i roślin ogrodowych oraz owoce. Menu uzupełniają jagodami jemioły i larwami owadów.

## Lęgi
Zachowania godoweOkres godowy i lęgowy przypada na okres od połowy czerwca do grudnia.
GniazdoPrzeważnie w dziuplach drzew, wyłożonych warstwą spróchniałego drewna.
Jaja i wysiadywanieW lęgu 4–6 jaj o wymiarach około 23,5×19,0 mm. Inkubacja trwa około 19 dni.
PisklętaPo 17–20 dniach wykluwają się młode, które są karmione przez obydwoje rodziców. W jednym wylęgu spotyka się zazwyczaj więcej samców niż samic. W wieku 4–5 tygodni młode ptaki opuszczają gniazdo, jednak przez dłuższy czas pozostają z rodzicami. Dojrzałość płciową uzyskują po 12–15 miesiącach.

## Status
Międzynarodowa Unia Ochrony Przyrody (IUCN) uznaje świergotkę seledynową za gatunek najmniejszej troski (LC, least concern) nieprzerwanie od 1988 roku. Trend populacji uznaje się za wzrostowy.